# الأهمية الاقتصادية للبكتيريا
الأهمية الاقتصادية للبكتيريا مستمدة من حقيقة أن البكتيريا تستغل من قبل البشر في عدد من الطرق المفيدة. على الرغم من أن بعض أنواع البكتيريا تلعب أدواراً ضارة مثل التسبب بالأمراض وفساد الطعام فإن العديد من أنواع البكتيريا تقوم بأدوار هامة في كل من الزراعة والصناعة. تتكافل مجهودات الكيمائيين والمهندسين واخصائي الأحياء الدقيقة الإنسان من استعمال أنواع كثيرة ومختلفة من الكائنات الحية الدقيقة من أجل الحصول على كسب اقتصادى أو منع حدوث خسارة اقتصادية هناك العديد من المواد المتوفرة لاستخدام الإنسان هي نتاج نشاط ميكروبى البعض منها يستعمل منذ القدم وهو يعبر عن العمليات التعاقبية لإنتاج مادة ما صناعية بواسطة الأحياء الدقيقة بالتخمير على عكس المفهوم الشائع فان هذة العمليات تحتاج إلى كميات كبيرة من الهواء وتتم في صهاريج ضخمة يسمى كل منها مخمار ويتم التحكم في درجة حرارة المخامير وحموضة الوسط الذي تحتوية وتهويتة لتوفير الظروف المثلى لتكاثر الكائنات الدقيقة وبالتالى الحصول على كميات كبيرة من المنتوجات المرغوب فيها.

## إنتاج العقاقير الطبية
هناك العديد من العقاقير الطبية التي يتم إنتاجها صناعيا بواسطة الأحياء الدقيقة وتعتبر أهمها المضادات الحيوية التي تنتجها البكتيريا والفطريات منذ اكتشاف البنسلين سنة 1929 ف وتطوير صناعتة سنة 1942 ف وضع القاعدة الأساسية لإنتاج هذة المواد الهامة والتي أصبحت المخولة أساسا للعلاج الناجح للعديد من الأمراض البكتيرية مثل السل والكوليرا والزهري التهاب السحايا وغيرها تحسين السلالات المنتجة هو أحد الأهداف الرئيسية لمجال الأحياء الدقيقة الصناعي أفضل مثال على هذا هو ما تم التعامل بة مع فطر البنسليوم النتج للمضاد الحيوى البنسلين.لم تنتج المزرعة الاصلية لهذا الفطر البنسلين بكميات كبيرة يصلح استغلالها اقتصاديا. ولكن تم عزل مزرعة جديدة أكثر فعالية في إنتاج البنسلين من ثمرة البطيخ متحللة وجدت بسوق تجارى بولاية اللينوى بالولايات المتحدة عولجت سلالة هذة المزرعة بواسطة الأشعة فوق البنفسجية واشعة x والخردل الازوتى «كل هذة المواد مطفرة» اختيار الطفرات المناسبة زاد من إنتاج هذا المضاد الحيوى أكثر من 100 ضعف حيث تنتج السلالات المستعملة اليوم مايعادل 60000 مجم لكل لتر وسط مغذى من 5 مجم لكل لتر إنتاج السلالة الاصلية ومن امثلة المضادات الحيوية المنتجة (البنسلين، الستربتومايسين، البولى مكسين، السيفالوسبورين). استخدمت الكائنات الحية الدقيقة أيضا في إنتاج وتحوير عدد من الهرمونات البشرية والتي بدورها تستعمل كعقاقير مثل الانسولين وهرمون النمو والستيرويدات المختلفة مثل الكورتيزون الذي يستعمل كمضاد للالتهابات وكذلك هرمون الايستروجين والبروجيسترون اللذان يستعملان في عقاقير منع الحمل ويجرى العمل بالاستعانة بتقنيات الهندسة الوراثية واستخدام التقانة الحيوية على استخدام الأحياء الدقيقة في تصنيع لقاحات ضد بعض الأمراض المستعصية مثل التهاب الكبد الوبائي البائي ومرض الحمى القلاعية التي تصيب الاغنام والماشية. يتم إنتاج بعض أنواع الفيتامينات بكميات كبيرة صناعيا بواسطة الأحياء الدقيقة حيث تستعمل أنواع بكتيريا pseudomonas وبكتيريا propionibacterium لإنتاج فيتامين B12 وأنواع الفطر ASHBYA في إنتاج فيتامين B2 اما فيتامين C فينتج بالاستعانة بأنواع البكتيريا التابعة لجنس ACETOBACTER

## إنتاج الاحماض العضوية
يتم إنتاج عدد من الاحماض العضوية تجاريا باستعمل الكائنات الحية الدقيقة مثل :
أ/ حامض الليمونيك وينتجة فطر ASPERGILLUS ويستعمل كمادة مضادة للتجلط في المختبر حيث يضاف إلى انابيب الاختبار التي تستعمل لجمع عينات الدم حتى يحتفظ بسيولتة ويضاف كذلك لبعض الاطعمة لاعطائها نكهة خاصة وكذلك يدخل في صناعة الخبز والاصباغ.
ب/ حامض اللبنيك (الاكتيك)وتنتجة البكتيريا LACTOBACILLUS ويستعمل مرتبطا مع الحديد أو الكالسيوم لعلاج حالات سوء التغذية وكذلك يستعمل في صناعة دبغ الجلود.
ج/ حامض الخليك وتنتجة بكتيريا ACETOBACTER ويستعمل في تحضير الخل ويدخل في العديد من الصناعات.

## إنتاج الاحماض الامينية
على الرغم من أن الإنسان يتحصل على احتياجاتة من الاحماض الامينية عن طريق غذائة إلا أن بعض البروتينات النباتية تنقصها بعض الاحماض الامينية الضرورية لتغذية الإنسان فاذا تم تدعيم المادة الغذائية المحضرة من منتوجات نباتية ببعض الاحماض الامينية التي تنقصها سيؤثر ايجابيا على القيمة الغذائية لتلك المادة.
وبالإمكان إنتاج الاحماض الامينية المطلوبة بواسطة عمليات تخمرية لاحياء دقيقة مثلا : إنتاج حامض الجلوتاميك بواسطة البكتيريا MICROCOCCUS والايسين والفالين بواسطة بكتيريا E.COLI

## إنتاج الانزيمات
استعملت الانزيمات المنتجة من قبل البكتيريا والفطريات في العديد من التطبيقات الصناعية والتي تشمل صناعة المشروبات والاغذية والمنظفات وكذلك العقاقير الطبية وغيرها مثل :
أ/انزيم الاميليز ينتجة فطر ASPERGILLUS ويستعمل في صناعة الغراء وصابون الملابس.
ب/ انزيم الايبيز وتنتجة بكتيرياBACILLUS ويستعمل في دباغة الجلود وصناعة المنظفات وفي إنتاج الجبن.
ج/انزيم البوتييز وينتجة الفطر ASPERGILLUS ويستعمل في صناعة المنظفات والحبر والغراء والجبن وملين اللحم ومنظف الجروح.
د/ انزيم ستربتوكاينيز وتنتجة البكتيريا STREPTOCOCCUS يستعمل كعقار مذيب للجلطة الدموية.
ه/ انزيم المنفحة (الرينين)وتنتجة بكتيريا E.COIL المهندسة وراثيا ويستعمل هذا الانزيم في تصنيع الجبن.

## إنتاج الوقود
يشهد العالم تناقصا شديدا في مصادر الطاقة التقليدية وكذلك ارتفاع أسعارها الأمر الذي شجع البحث عن مصادر أخرى للطاقة خاصة المتجددة منها.
أحد هذة المصادر هو استخدام الكتل الحيوية المتمثلة في بقايا المواد العضوية المنتجة من قبل الكائنات الحية مثل الاشجار ونباتات المحاصيل وكذلك مصادر الصرف الصحى كل هذا بإمكان تحويلة حيويا بواسطة أنواع من الأحياء الدقيقة إلى مصادر بديلة للطاقة يعتبر غاز الميثان أحد مصادر الطاقة الذي ينتج بكميات كبيرة بواسطة التحول الحيوى.
كما تستعمل الأحياء الدقيقة صناعيا في تحضير المواد الهامة الأخرى مثل :
أ-المبيدات الحشرية.
ب-مبيدات الاعشاب.
ج-إنتاج الكحول.
د-إنتاج هرمونات النمو النباتية.